# Pont de Pérolles
Le pont de Pérolles est un ouvrage routier en béton reliant Marly au Boulevard de Pérolles, à Fribourg (Suisse).

## Construction
Il fut construit en 1920 afin de permettre le transit de la campagne sarinoise, de la Gruyère et de la Singine vers le chef-lieu cantonal. On doit cette réalisation à l'ingénieur cantonal Jules Jaeger.

## Rénovation
Le métal d'armement ayant été endommagé avec le temps, le pont fut rénové en 1994. On en profita pour aménager une voie de bus dans le sens Marly - Fribourg, ainsi que deux pistes cyclables.

## Mur d'escalade
En 2002 furent inaugurées trois voies d'escalade au pied d'un pilier, côté Fribourg.
En 2007, on comptait 15 voies supplémentaires, côté Marly.
Sept nouvelles voies ont été ouvertes en 2009.